# Angèle Mei
Pour les articles homonymes, voir Mei.
Angèle Mei est une joueuse française de football née le 22 octobre 1959 à Bastia, évoluant au poste d'attaquante.

## Biographie
Angèle Mei commence sa carrière en 1983 l'Olympique de Marseille. L'année suivante, elle dispute son premier et unique match en équipe de France face à la Belgique (match nul 1-1). Elle continue son parcours en 1997 dans des clubs corses.